# 渡邊鷹海
渡邊 鷹海（わたなべ たかうみ、1989年生まれ - ）は、日本のエスティシャン。株式会社Dr.Visea代表取締役。エステティシャンおよびエステサロンオーナー経験を経て、業務用エステ機器、医療機器販売メーカー株式会社Dr.Viseaを設立。機器販売事業のほか、クリニック、エステサロンの開業支援や運営サポート、集客支援事業を展開。倉敷芸術科学大学生命科学部生命科学科の楢村友隆教授、元SONY商品開発部の近藤真一氏、東京工業大学沖野研究室の沖野晃俊教授を学術顧問・技術顧問に迎え、エステ用ハイフ／光脱毛機／シミ取り機器／痩身複合機／美肌ケアマシン／電磁パルス痩身機器／医療用BBL光治療機器／医療用フェムケア機器／医療用レーザー脱毛機／医療用ラジオ波機器／医療用毛穴洗浄機器などの開発・販売を手掛ける。VANTAN VENUS ACADEMY専門部での講師実績もある。

## 人物・経歴
1989年、 東京都生まれ。5人兄弟の長男として育つ。高校2年の時に父親の癌が発覚し他界。看護師の母親が一家の生計を支えるため高収入な緊急病棟に勤務するようになる。母親を支えるため自身も緊急病棟に頻繁に通うようになり、命の危機に瀕した患者を目の当たりにする機会が増え、健康であることの有り難みを痛感する。また、弟の一人が肌荒れしやすい体質だったこともあり「早く独立し、母のように頑張る女性たちを幸せにしたい」「人の美と健康を支えたい」という想いから美容専門学校へ進学する。
美容専門学校（ミスパリエステティクスクール）卒業後、エステティックサロン会社に就職しエステティシャンとなる。入社2年目には社内全国2位の営業成績を達成し、香港でのサロン展開事業に抜擢。現地でサロン立ち上げや店舗運営を経験し、香港で開店した5店舗のうち一番の売上を達成。帰国後の22歳、新宿にエステティックサロン「スリムスパレディ」を開業。
業務用エステ機器を導入し順調に店舗拡大する一方、エステ機器メーカーに疑問を抱くようになる。毎月100万円のランニングコストが発生する高額なマシンにも関わらず、安全性が低く火傷などの施術トラブルが頻繁に起きていたことや、故障や施術トラブルへのサポートないこと、集客やブランディングなどを丁寧に実施する必要があるがサポートしてくれるメーカーがないことなど。自身のエステティックサロン「スリムスパレディ」を5店舗まで展開した頃、弟の脳梗塞がきっかけでサロンを売却するが、「より多くの人の美と健康を提供したい」という想いが消えることはなく、自身が直面していた業務用エステ機器販売メーカーの課題に取り組むべく、2017年にエステ機器販売会社Dr.Viseaを設立。
個人サロンでも導入しやすい価格帯でありながら安全性に優れたエステ機器を販売するため、倉敷芸術科学大学生命科学部生命科学科｜楢村友隆教授および元SONY商品開発部｜近藤真一氏を学術顧問・技術顧問に迎え、光脱毛機／シミ取り機器／痩身複合機／美肌ケアマシン／電磁パルス痩身機器などの共同研究を依頼。また、サロン運営をサポートするため販促資材の充実を図り、ホットペッパービューティー活用方法やSEO対策支援なども展開。新規オーナーでも安心してサロン運営ができるよう、一般社団中小企業支援センター理事｜金田広勝氏、（株）アプルーバルアシスト代表取締役公認会計士｜塩津友輝氏、にいがた販路開拓支援センター所長｜松田大輔氏と連携し補助金・融資サポート事業を展開。
2021年、「世界の貧困への対策と肥満による健康阻害を同時に叶えるサロン」に事業コンセプトを変更し、満足な食事ができず栄養不良になってしまう発展途上国の子供たちにDr.Viseaのエステマシンによって減量に成功した方の減量カロリー分の給食を提供するTABLE FOR TWOプロジェクトをスタート。また、マシンハンドピースの売上1%を世界の子供たちへの支援金として公益財団法人CIESF（シーセフ）を通じて寄付するOne for Oneプロジェクトを実施している。
2022年、「より多くの人の美と健康をサポートするためには美容業界のスキルの底上げを狙うことが急務である」と考え、エステの現場で即戦力として活躍できるエステティシャンを育成すべくVANTAN VENUS ACADEMY専門部に掛け合い、講師活動も開始する。
2023年、美容皮膚科「銀座プロノビセアクリニック」をオープン。同年、自費研が厳選した美容医療クリニックや企業が出展する展示会「自費研美容医療 EXPO」に出展。出展したマシン・化粧品は以下を参照。ハイドラネオ（毛穴洗浄機器）／シミプラズマネオ（美肌機器）／ハイフィー（医療用ハイフ）／クリアスキンレーザー（レーザー脱毛機）。

## 年譜
- 1989年 - 東京都に5人兄弟の長男として生まれる。
- 2007年 - 明治大学付属中野中学・高等学校卒業。
- 2008年-ミスパリエステティクスクール専門学校を卒業。
- 2008年 - ミスパリダンディハウス入社。
- 2012年 - 自身がオーナーを勤めるスリムスパレディ開業[8]。
- 2017年 - スリムスパレディ5店舗売却（当時年商２億強 利益率25%）[10]。
- 2017年8月 - 24店舗の採用担当5店舗サロン取締役。
- 2019年 - 株式会社Visea（東京都港区南青山三丁目１番３号）にてエステティックサロンの経営及びコンサルティング事業に従事。なお、 株式会社Viseaは2020年2月業務拡大により本店を東京都渋谷区恵比寿西一丁目２０番８コンド恵比寿３０１号に移転。
- 2020年 - 株式会社Visea代表取締役に就任。株式会社Viseaから株式会社Dr.Viseaへ社名変更。
- 2020年11月 - 業務拡大により本店を東京都渋谷区恵比寿西二丁目１１番９号東光ホワイトビル２階に移転。
- 2021年4月 - クリアスキンネオ販売開始。
- 2021年1月 - 東京ビッグサイトにて国際エステ・美容医療ＥＸＰＯ出店。
- 2021年3月 - ビビナス恵比寿店をオープン[15]。
- 2021年4月 - 東京ビッグサイトにてビューティーワールドジャパン出店。
- 2021年6月 - 大阪府大阪市北区西天満2-9-3西天満ロイヤービル３Aに大阪支社開設。
- 2021年6月 - 福岡県福岡市博多区博多駅前2-5-10ＴＫビル302に福岡支社開設。
- 2021年6月 - 東京都渋谷区恵比寿西二丁目１１番９号東光ホワイトビル２階 東京ショールームリニューアルオープン。
- 2021年7月 - ドバイ展示会出展。
- 2021年7月 - タレントのウエンツ瑛士氏を株式会社Dr.Viseaの公式アンバサダーに迎える[9]。
- 2021年2月 - 会社ロゴを一新。
- 2021年5月 - 〒451-0045 名古屋市西区名駅2-26-11平松ビル3階ショールームオープン。
- 2023年5月 - 美容皮膚科「銀座プロノビセアクリニック」をオープン。
- 2023年12月 - 「自費研美容医療 EXPO」に出展。

## メディア出演
- 『オーナーズセオリー』（リジョブ、2015年2月6日公開）
- 『業務用美容マシン市場のNO.1をめざす！株式会社Visea社長にインタビュー』（株式会社美容経済新聞社、2020年5月13日公開）
- 『業務用美容マシンを販売する株式会社Dr.Viseaが『中小企業からニッポンを元気にプロジェクト』に参画で公式アンバサダーのウエンツ瑛士氏を起用』（エキサイトニュース、2021年9月9日公開）
- 『コストパフォーマンスの高さが魅力非接触・完全放置型痩身マシンTesla-Wave NEO』（ESTETICa BELLEZZa エステティカベレーザ、2021年12月号）
- 『エステ専攻生の課外授業レポート。サロン向け美容機器販売・Dr.Visea（ドクタービセア）様オフィスにて、最新の業務用ハイフ＆脱毛マシンを体験！』（VANTAN VENUS ACADEMY専門部、2022年6月10日公開）